# Дело (Бреша)
Дело (итал. Dello) је насеље у Италији у округу Бреша, региону Ломбардија.
Према процени из 2011. у насељу је живело 3259 становника. Насеље се налази на надморској висини од 84 м.

## Становништво
| 1951. | 1961. | 1971. | 1981. | 1991. | 2001. | 2011. |
| ----- | ----- | ----- | ----- | ----- | ----- | ----- |
| 5.105 | 4.024 | 3.521 | 3.714 | 3.662 | 4.231 | 5.576 |